# Roy Focker
Roy Focker (ロイ・フォッカー Roi Fokkā?) es un personaje ficticio del anime japonés de ciencia ficción The Super Dimension Fortress Macross, así como de la precuela Macross Zero. Era un talentoso y determinado piloto de combate, también conocido por su gusto por las mujeres y el alcohol. Le fue dada la voz del seiyū Akira Kamiya en la versión original en japonés y la de Brett Weaver en el doblaje de 2006 en inglés.
En Macross Zero, Focker es de los primeros pilotos de prueba para el desarrollo de cazas variables de la U.N. Spacy. En 2008 se le nombra comandante del Escuadrón Skull a bordo del Asuka II (CVN-99), y pilotea el VF-0 Phoenix en la batalla contra los SV-51 del ejército de antinacionalistas. El trabajo hecho en el VF-0 ayudó al desarrollo del VF-1 Valkyrie. Es novio de la Dra. Aries Turner, que muere en sus brazos al final de la OVA.
En Macross, Focker participaba en el circo aéreo del padre de Hikaru Ichijyo, y posteriormente se enlistó en la U.N. Spacy. A pesar de su larga ausencia durante la Guerra de Unificación y la muerte del padre de Hikaru, este se mantuvo cerca de Roy y lo consideraba su sempai (una figura de protección, como un hermano mayor). Al finalizar la guerra, Focker se involucró en el proyecto VF-X (el predecesor del VF-0 Phoenix y del VF-1 Valkyrie) y su experiencia le valió hacerse comandante del Escuadrón Skull piloteando el CVS-101 Prometheus.
Originalmente se muestra a Roy Focker como un mujeriego que constantemente desafía a la muerte y que, cuando no está en una misión desesperada, disfruta de la vida y sus placeres al máximo. Mantiene una relación amorosa con Claudia LaSalle (Claudia Grant en la versión estadounidense), oficial a cargo del SDF-1 Macross, quien inicialmente lo rechaza, pero cambia de actitud al descubrir que la actitud de Roy responde al miedo a perder la vida en su misión de piloto de guerra. Él mismo le hace saber esto y la necesidad que tiene de alguien con quien compartir sus inquietudes y soledad (todo esto se indica en el episodio 33).
Roy muere en el episodio 18 ("Pineapple Salad") por las heridas sufridas en la defensa de Macross del escuadrón Queadlunn-Rau de Milia Fallyna. En vez de acudir al hospital, decide tocar la guitarra en espera de Claudia LaSalle para comer su ensalada de piña a medio terminar. Mientras ella cocina, él se colapsa por un sangrado interno para morir unos minutos después. Para su disgusto, Hikaru es promovido como el líder del escuadrón de Roy, y le es asignado su mecha también.
En The Super Dimension Fortress Macross: Do You Remember Love?, Roy Focker muere a bordo de una nave Zentradi luchando contra Quamzin Kravshera. En la película, Roy se sacrifica para permitir escapar a Hikaru Ichijyo y Misa Hayase.
Roy Focker fue llamado así en honor de la compañía Fokker y de su fundador Anthony Fokker.